# Renault Scénic II
La Renault Scénic II è la seconda generazione della Renault Scénic, una autovettura monovolume di fascia media prodotta dalla casa automobilistica francese Renault dal 2003 al 2009.

## Storia e profilo

### Debutto
Presentata al Salone di Ginevra del 2003, la seconda generazione della monovolume media di casa Renault cominciò ad essere commercializzata a partire dal mese di maggio.

### Design esterno ed interno
Rispetto al modello che andò a sostituire, la Scénic II propose una rivoluzione stilistica sulla falsariga del modello ad essa più direttamente legato dal punto di vista tecnico, ossia la Mégane II. Fermo restando che, data la tipologia di vettura, non fu possibile creare niente di stravolgente, la nuova monovolume francese è tuttavia caratterizzata da linee spigolose come nella berlina di segmento C, anche se meno estremizzate. Gli ingombri generali sono leggermente superiori a quelli della monovolume uscente, ma i tratti meno lineari mostrano spigoli un po' ovunque. Osservando il frontale, spigolosi sono i gruppi ottici e spigoloso è l'alloggiamento dello stemma Renault posto al centro della calandra dividendola in due parti, secondo il family feeling tipico delle Renault di quel periodo. La parte anteriore della vettura è inoltre caratterizzata da un parabrezza assai ampio, molto più che non nella precedente Scénic. La vista laterale è caratterizzata da un tetto vistosamente inclinato all'indietro, anche se non in misura esasperata per non compromettere l'abitabilità posteriore, fatto che comunque non avrebbe avuto effetti molto deleteri per via della meticolosa progettazione dell'abitacolo nella zona posteriore. I montanti laterali di colore scuro danno l'idea di trovarsi di fronte ad un'unica grande superficie vetrata laterale, peraltro non particolarmente estesa per via della linea di cintura abbastanza alta, ma anch'essa caratterizzata da spigoli abbastanza vistosi. La coda risulta abbastanza prominente, sporgente all'indietro, anche se non come nella Mégane II: sono visibili spigoli nel disegno dei gruppi ottici posteriori, ma anche nella forma del lunotto, nel disegno "a diedro" del portellone posteriore e nel punto di contatto fra quest'ultimo ed il lunotto.
L'abitacolo della Scénic II è innanzitutto molto più spazioso della Scénic I: ciò è dovuto principalmente alla maggior larghezza, a sua volta derivante dalle carreggiate più larghe già nella Mégane II che le ha fatto da base. Il valore di 1,81 metri di larghezza pone la Scénic II al vertice nella sua categoria, con ovvie ripercussioni positive per quanto riguarda l'abitabilità. Ad essa contribuiscono però anche altri fattori, come il passo allungato di ben 11 cm rispetto alla precedente Scénic. Si è parlato del tetto discendente nella zona posteriore: in effetti, nonostante ciò, l'abitacolo è stato progettato in maniera tale da far avere all'occupante posteriore addirittura 22 mm in più rispetto alla Scénic I. Il posto guida è invece caratterizzato da un'impostazione più automobilistica, con un volante meno inclinato. La plancia è caratterizzata invece dal fatto di essere suddivisa in due metà, una inferiore ed una superiore, ma anche da un cruscotto posto centralmente, più moderno nel design e con una leva del cambio ancora sistemata sulla plancia stessa. Com'è tipico delle vetture di questo genere, si è cercato di sfruttare al massimo lo spazio disponibile, senza risparmiarsi nella ricerca di soluzioni originali: è il caso ad esempio del cassetto centrale trasferibile nella zona posteriore dell'abitacolo. Il divano è frazionabile, in maniera tale da consentire un buon livello di modularità dello spazio a disposizione dei bagagli. Questi possono contare su una capacità di 430 litri in configurazione standard con tutti i sedili in posizione, ma abbattendo la fila posteriore la capacità aumenta fino a ben 1.840 litri, oltre quattro volte il valore originario.

### Struttura, meccanica e motori

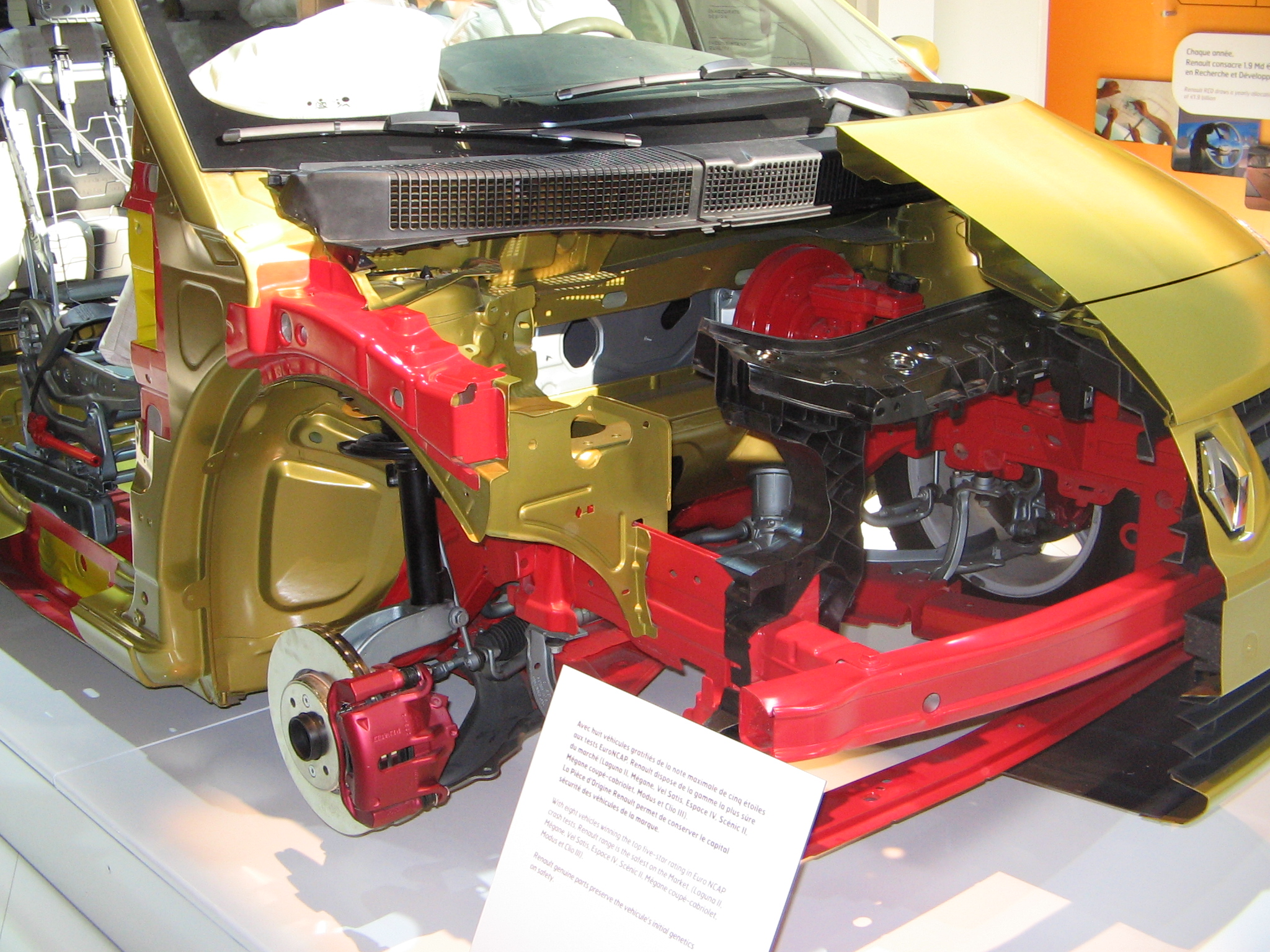
Vista della parte anteriore della scocca di una Scénic II

Come già anticipato, la base meccanica utilizzata per la Scénic II è quella della Mégane II, dalla quale riprende ovviamente anche un'architettura meccanica generale ormai ampiamente consolidata nella produzione automobilistica generale relativa alle vetture dal segmento C in giù. E quindi: motore anteriore trasversale e trazione sull'avantreno. Per quanto riguarda la scocca, analogamente alla Mégane II sono stati impiegati acciai ad alta resistenza, più leggeri degli acciai standard ma anche più resistenti, in modo da incrementare la robustezza della struttura diminuendone nel contempo il peso. Significativo l'impegno sul fronte della sicurezza che prevede, sempre per quanto riguarda la struttura generale, l'integrazione di zone a deformazione programmata per l'assorbimento degli urti. Passando alla meccanica, le soluzioni relative alle sospensioni sono anch'esse riprese dalla Mégane II lanciata un anno prima, come dimostrano l'avantreno di tipo MacPherson ed il retrotreno a ruote interconnesse. Il molleggio sui due assi viene affidato a molle elicoidali, ed è questa una delle novità più significative, dal momento che la precedente Scénic I monta invece un retrotreno a barre di torsione. L'impianto frenante è a quattro dischi, mentre lo sterzo è del tipo a cremagliera, una soluzione ormai condivisa universalmente nella quasi totalità della produzione automobilistica mondiale.
Al suo debutto la Scénic II era disponibile in cinque motorizzazioni, tre a benzina e due a gasolio:
- 1.4 16v: motorizzazione di base costituita da un'unità K4J da 1390 cm³, con potenza massima di 98 CV;
- 1.6 16v: motore K4M da 1598 cm³ di cilindrata, con potenza massima di 113 CV;
- 2.0 16v: motorizzazione di punta, costituita dall'unità F4R, della cilindrata di 1998 cm³ ed in grado di erogare fino a 134 CV di potenza massima;
- 1.5 dCi: motorizzazione di base fra quelle a gasolio, l'unità turbocompressa K9K ha tecnologia common rail e cilindrata di 1461 cm³, per una potenza massima di 82 CV;
- 1.9 dCi: motore turbodiesel common rail F9Q da 1870 cm³, con potenza massima di 120 CV.

Per quanto riguarda le varianti di trasmissione, la Scénic II può contare di serie su due cambi manuali: le versioni 1.4 e 1.6 a benzina sono previste di serie con un cambio a 5 marce, mentre le restanti motorizzazioni sono accoppiate ad un cambio a 6 marce.

### Evoluzione
Il primo significativo step evolutivo nella carriera commerciale della Scénic II si ebbe un anno dopo il suo debutto, e precisamente nell'aprile del 2004, quando la gamma raddoppiò letteralmente grazie all'arrivo della Grand Scénic, una versione allungata che andò ad inserirsi fra la Scénic II normale e la contemporanea Espace IV. La differenza più sensibile tra la Scénic e la Grand Scénic non sta in realtà tanto nella misura del passo, comunque aumentato di 5,1 cm, quanto nello sbalzo posteriore molto più pronunciato. Tale modifica ebbe come scopo quello di poter ospitare una terza fila di sedili, ed infatti ecco che la Grand Scénic poté dare posto a sette persone e porsi più in diretta concorrenza con altre monovolume di segmento C ma in grado di andare oltre i cinque posti, come la Fiat Multipla o la Opel Zafira A, quest'ultima tra l'altro in procinto di essere sostituita da un modello più moderno. Nel complesso, la Grand Scénic risultò più lunga di 22 cm rispetto alla normale Scénic II. La gamma motori della Grand Scénic ricalcò quasi del tutto quella della "sorella minore", tranne che per le motorizzazioni meno potenti, ossia il 1.4 a benzina da 98 CV ed il 1.5 dCi da 82 CV, giudicate inadeguate per una vettura che a parità di motorizzazione pesa mediamente 110 kg in più rispetto alla corrispondente "versione corta".
Il 2004 vide però anche l'arrivo di altre novità, prima fra tutte la nuova motorizzazione di punta, ossia un 2 litri sovralimentato mediante turbocompressore in grado di erogare fino a 163 CV di potenza massima. Inoltre sul fronte dei diesel si ebbe l'arrivo di un nuovo 1.5 dCi, basato sempre sulla pre-esistente unità da 82 CV, ma con potenza portata a 101 CV. Queste ultime due novità motoristiche entrarono a far parte sia della gamma della Scénic II sia della gamma della Grand Scénic.
Nel 2005 si ebbero altre novità, consistenti in leggeri aggiornamenti di dettaglio ai fari posteriori ed alla gamma colori, ma anche in migliorie ai rivestimenti interni. Per quanto riguarda la gamma motori, il 1.5 dCi di base vide la propria potenza passare da 82 a 86 CV, mentre l'altra motorizzazione di pari cilindrata passò da 101 a 106 CV. Leggermente più in alto, sempre nella gamma diesel, il 1.9 dCi fu portato da 120 a 130 CV ed in alcuni mercati venne affiancato da una versione depotenziata a 110 CV. Per quanto riguarda le motorizzazioni a benzina, si ebbe l'arrivo di un 1.6 bi-fuel con alimentazione a GPL e caratterizzato da una potenza massima di 102 CV. Contemporaneamente il 1.6 16v presente fin dal debutto venne leggermente depotenziato per soddisfare la normativa Euro 4: a quel punto erogava 111 CV.

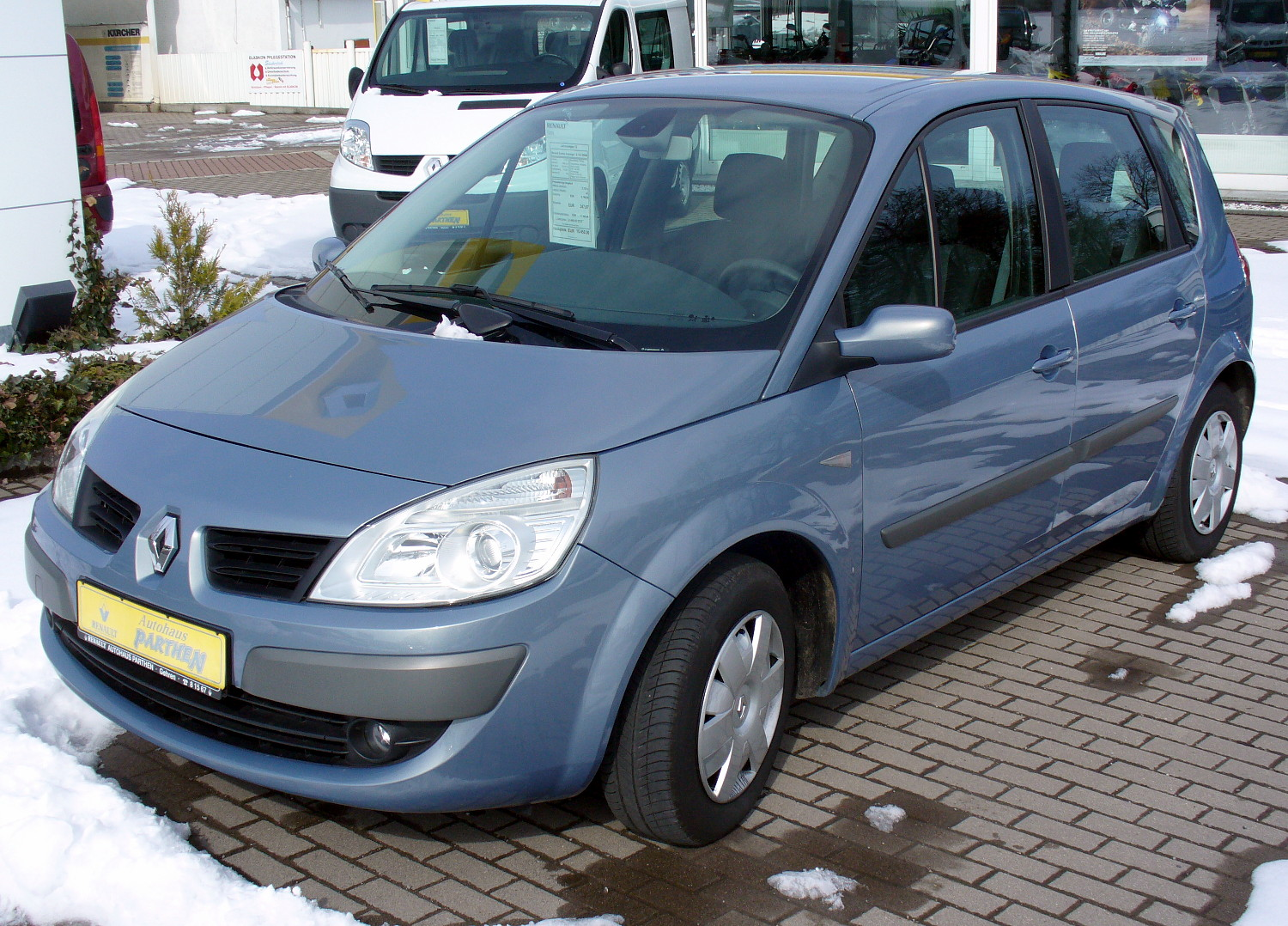
Scénic restyling 2006

Il 2006 fu l'anno del restyling di metà carriera: esteticamente gli aggiornamenti furono molto discreti, appena visibili, e compresero fra l'altro l'introduzione di una più ampia presa d'aria di raffreddamento alla base del paraurti. Questo fu il più visibile fra gli aggiornamenti. Per il resto, i fari posteriori furono a loro volta ridisegnati nelle grafiche e poterono essere ordinati anche con tecnologia a LED, mentre le calotte degli specchietti retrovisori esterni divennero in tinta con la carrozzeria su tutta la gamma. La gamma motori vide innanzitutto il pensionamento del motore 2 litri turbo da 163 CV, ma anche l'arrivo di un nuovo 2 litri turbodiesel che andò ad affiancare le motorizzazioni da 1.9 litri e che poteva erogare una potenza massima di 150 CV. Contemporaneamente la motorizzazione bi-fuel passò da 102 a 105 CV, mentre nei mercati ove prevista la Scénic II 1.9 dCi da 110 CV venne tolta dal listino. 

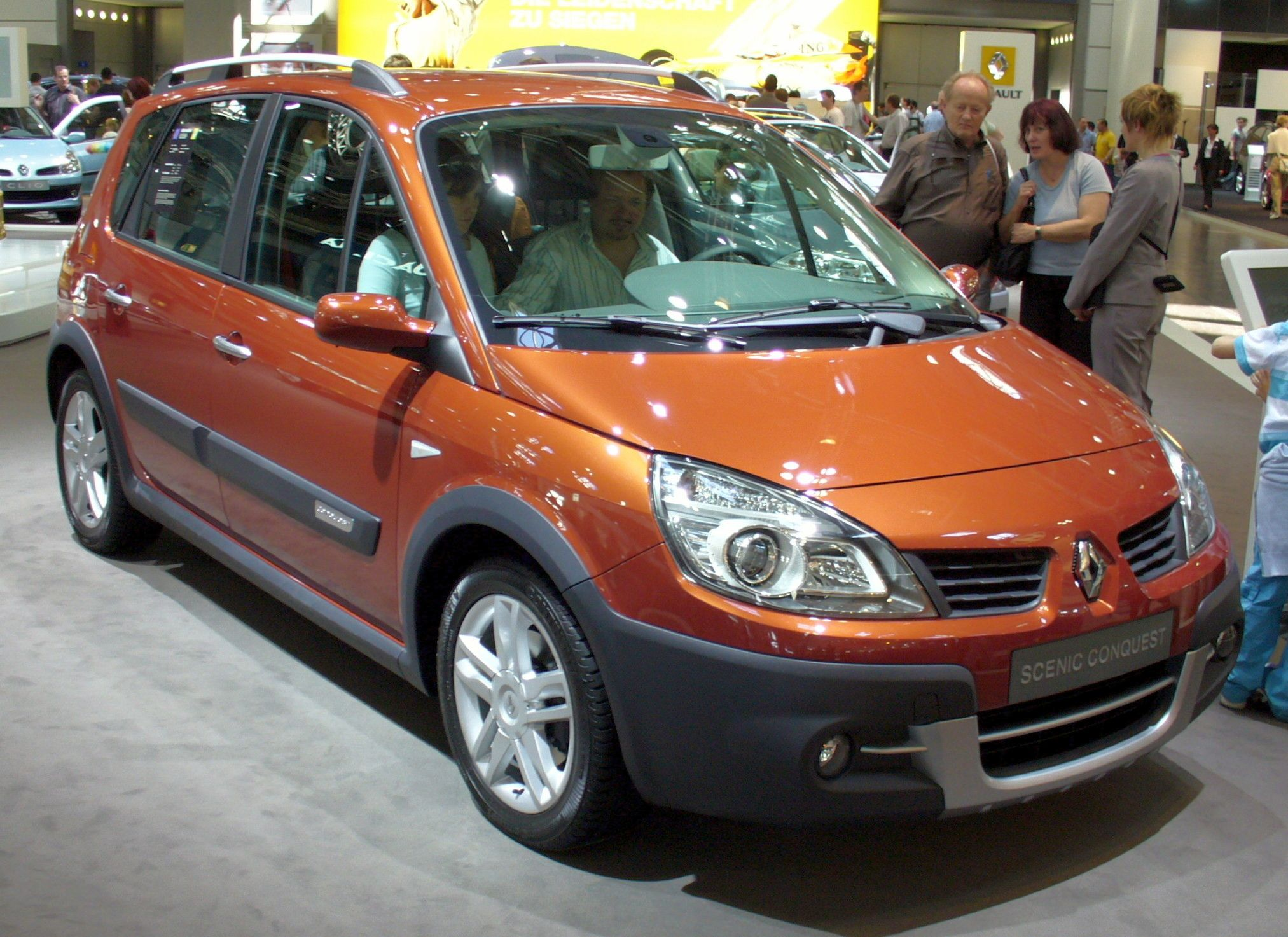
Scénic Conquest

Il 2007 vide alcuni aggiornamenti tecnici di dettaglio (come ad esempio l'arrivo del FAP nella versione 1.5 dCi da 106 CV), ma soprattutto l'arrivo di un allestimento particolare denominato Conquest, con il quale si volle creare una sorta di richiamo alla precedente Scénic RX4. Ma all'aspetto più rude, dato dai parafanghi in plastica grezza, dai paraurti ridisegnati, ed anch'essi non verniciati, e dalla maggior altezza da terra, non corrisposero altrettante novità tecniche: la Scénic Conquest rimase invariata rispetto alle altre Scénic e conservò quindi anche la sola trazione sulle ruote anteriori. La Scénic Conquest fu proposta in quattro motorizzazioni: 1.6 16v, 2.0 16v, 1.5 dCi da 106 CV e 1.9 dCi da 130 CV. Si trattò insomma di una vettura pensata per chi era solito fare scampagnate nello sterrato leggero e poco impegnativo. Un'altra caratteristica della versione Conquest fu data dalle barre sul tetto. Prevista solo sulla base della Scénic II a passo corto, la Conquest fu l'ultima vera novità di un certo rilievo: da quel momento in poi la Scénic II e la Grand Scénic si avviarono lentamente verso la fine della loro carriera commerciale. Alla fine del 2008 scomparve per primo proprio l'allestimento Conquest, ma anche la motorizzazione da 2 litri e 134 CV, mentre nell'aprile dell'anno successivo l'intera gamma scomparve dai listini europei per far posto alla nuova generazione della monovolume francese.

## Riepilogo caratteristiche
Di seguito vengono riepilogate le caratteristiche delle principali versioni costituenti la gamma della Scénic II nel corso della sua carriera commerciale. I prezzi riportati si riferiscono al livello di allestimento più economico fra quelli previsti ed al momento del debutto nel mercato italiano:
| Renault Scénic II (2003-09) |             |        |                |                                                   |                |               |                    |                    |              |                     |                    |                       |                       |                   |
| Modello                     | Carrozzeria | Motore | Cilindrata cm³ | Alimentazione                                     | Potenza CV/rpm | Coppia Nm/rpm | Cambio/ N°rapporti | Massa a vuoto (kg) | Velocità max | Acceler. 0-100 km/h | Consumo (l/100 km) | Emissioni CO2/ (g/km) | Commercia- lizzazione | Prezzo al debutto |
| Versioni a benzina          |             |        |                |                                                   |                |               |                    |                    |              |                     |                    |                       |                       |                   |
| 1.4 16v                     | 5 posti     | K4J    | 1390           | Iniezione elettronica indiretta                   | 98/6000        | 127/3750      | Manuale 5 marce    | 1.315              | 174          | 14"3                | 7,6                | 173                   | 05/2003-04/2009       | 17.301            |
| 1.6 16v                     | 5 posti     | K4M    | 1598           | Iniezione elettronica indiretta                   | 113/6000       | 152/4200      | Manuale 5 marce    | 1.320              | 185          | 12"5                | 7,5                | 182                   | 05/2003-04/2009       | 19.101            |
| 1.6 16v                     | 7 posti     | K4M    | 1598           | Iniezione elettronica indiretta                   | 113/6000       | 152/4200      | Manuale 5 marce    | 1.445              | 185          | 12"9                | 7,7                | 185                   | 04/2004-04/2009       | 19.381            |
| 2.0 16v                     | 5 posti     | F4R    | 1998           | Iniezione elettronica indiretta                   | 134/5500       | 191/3750      | Manuale 6 marce    | 1.400              | 195          | 10"3                | 8,5                | 192                   | 05/2003-11/2008       | 20.301            |
| 2.0 16v                     | 7 posti     | F4R    | 1998           | Iniezione elettronica indiretta                   | 134/5500       | 191/3750      | Manuale 6 marce    | 1.510              | 190          | 10"9                | 8,8                | 193                   | 04/2004-11/2008       | 21.781            |
| 2.0 16v Turbo               | 5 posti     | F4R-T  | 1998           | Iniezione elettronica indiretta, turbocompressore | 163/5500       | 270/3250      | Manuale 6 marce    | 1.425              | 210          | 8"6                 | 8,8                | 194                   | 2004-06               | 22.381            |
| 2.0 16v Turbo               | 7 posti     | F4R-T  | 1998           | Iniezione elettronica indiretta, turbocompressore | 163/5500       | 270/3250      | Manuale 6 marce    | 1.535              | 206          | 9"6                 | 8,8                | 194                   | 2004-06               | 23.581            |
| Versioni a gasolio          |             |        |                |                                                   |                |               |                    |                    |              |                     |                    |                       |                       |                   |
| 1.5 dCi                     | 5 posti     | K9K    | 1461           | Turbodiesel common rail iniezione diretta         | 82/4000        | 185/2000      | Manuale 5 marce    | 1.340              | 165          | 15"7                | 5,3                | 135                   | 05/2003-04/2005       | 19.301            |
| 1.5 dCi                     | 5 posti     | K9K    | 1461           | Turbodiesel common rail iniezione diretta         | 86/3750        | 200/1900      | Manuale 5 marce    | 1.340              | 167          | 15"5                | 5,3                | 137                   | 05/2005-04/2009       | 19.641            |
| 1.5 dCi                     | 5 posti     | K9K    | 1461           | Turbodiesel common rail iniezione diretta         | 100/4000       | 200/1900      | Manuale 5 marce    | 1.340              | 172          | 14"1                | 5,3                | 135                   | 2004-05               | 21.381            |
| 1.5 dCi                     | 7 posti     | K9K    | 1461           | Turbodiesel common rail iniezione diretta         | 100/4000       | 200/1900      | Manuale 5 marce    | 1.465              | 172          | 14"3                | 5,5                | 140                   | 2004-05               | 21.381            |
| 1.5 dCi                     | 5 posti     | K9K    | 1461           | Turbodiesel common rail iniezione diretta         | 106/4000       | 240/2000      | Manuale 6 marce    | 1.340              | 178          | 13"4                | 5,4                | 138                   | 06/2005-04/2009       | 20.311            |
| 1.5 dCi                     | 7 posti     | K9K    | 1461           | Turbodiesel common rail iniezione diretta         | 106/4000       | 240/2000      | Manuale 6 marce    | 1.465              | 178          | 13"5                | 5,6                | 144                   | 06/2005-04/2009       | 21.511            |
| 1.9 dCi                     | 5 posti     | F9Q    | 1870           | Turbodiesel common rail iniezione diretta         | 120/4000       | 300/2000      | Manuale 6 marce    | 1.430              | 188          | 12"1                | 6,1                | 154                   | 05/2003-08/2005       | 23.061            |
| 1.9 dCi                     | 7 posti     | F9Q    | 1870           | Turbodiesel common rail iniezione diretta         | 120/4000       | 300/2000      | Manuale 6 marce    | 1.530              | 188          | 12"2                | 6,1                | 154                   | 04/2004-08/2005       | 24.361            |
| 1.9 dCi                     | 5 posti     | F9Q    | 1870           | Turbodiesel common rail iniezione diretta         | 130/4000       | 300/2000      | Manuale 6 marce    | 1.430              | 192          | 11"5                | 6,2                | 159                   | 09/2006-04/2009       | 23.061            |
| 1.9 dCi                     | 7 posti     | F9Q    | 1870           | Turbodiesel common rail iniezione diretta         | 130/4000       | 300/2000      | Manuale 6 marce    | 1.530              | 192          | 11"6                | 6,2                | 159                   | 09/2006-04/2009       | 24.361            |
| 2.0 dCi                     | 5 posti     | M9R    | 1995           | Turbodiesel common rail iniezione diretta         | 150/4000       | 340/2000      | Manuale 6 marce    | 1.465              | 204          | 9"4                 | 6,1                | 154                   | 09/2006-04/2009       | 27.251            |
| 2.0 dCi                     | 7 posti     | M9R    | 1995           | Turbodiesel common rail iniezione diretta         | 150/4000       | 340/2000      | Manuale 6 marce    | 1.530              | 204          | 9"7                 | 6,1                | 154                   | 09/2006-04/2009       | 27.751            |
| Versioni bi-fuel            |             |        |                |                                                   |                |               |                    |                    |              |                     |                    |                       |                       |                   |
| 1.6 16v GPL                 | 5 posti     | K4M    | 1598           | Iniezione elettronica indiretta / GPL             | 102/5750       | 145/3750      | Manuale 5 marce    | 1.370              | 175          | 13"5                | 9,8                | 151                   | 07/2005-08/2006       | 20.211            |
| 1.6 16v GPL                 | 5 posti     | K4M    | 1598           | Iniezione elettronica indiretta / GPL             | 105/5750       | 150/4250      | Manuale 5 marce    | 1.375              | 185          | 12"                 | 9,8                | 175                   | 09/2006-04/2009       | 21.251            |